# 1178
1178 (MCLXXVIII) fue un año común comenzado en domingo del calendario juliano.

## Acontecimientos
- Se escribe la crónica de Gervase de Canterbury.
- La Torre inclinada de Pisa comienza a inclinarse cuando se completa el tercer nivel.

## Nacimientos
- Pedro II de Aragón (julio)
- 22 de diciembre - El Emperador Antoku de Japón. (murió en 1185)
- Fernando de León (1178-1187) - Hijo del rey Fernando II de León y de su segunda esposa, la reina Teresa Fernández de Traba.
- Armand de Périgord, Gran Maestre de la Orden del Temple.
- Snorri Sturluson, historiador y político islandés. (murió en 1241)